# Bobolin
Bobolin [pronunciación en polaco: /bɔˈbɔlin/] es un pueblo ubicado en el municipio (gmina) de Darłowo, en el distrito de Sławno, voivodato de Pomerania Occidental (Polonia). Según el censo de 2021, tiene una población de 166 habitantes.